# Hemitriakis indroyonoi
Hemitriakis indroyonoi — акула з роду Hemitriakis родини Куницеві акули. Інша назва «індонезійська супова акула».

## Опис
Загальна довжина досягає 1,2 м. Голова велика, витягнута. Морда звужена. Очі великі, овальні, з мигальною перетинкою. Зіниці щілиноподібні. За очима розташовані невеличкі бризкальця. Під очима є щічні горбики. Носові клапани чітко виражені. Рот невеликий, зігнутий. Зуби дрібні, з притупленими верхівками, розташовані щільними рядками. У них 5 пар зябрових щілин. Тулуб подовжений, стрункий. відрізняється від інших представників свого роду кількістю хребців осьового скелета. Усі плавці серпоподібні. Грудні плавці розвинені, витягнуті, дещо загострені. Має 2 спинних плавця, з яких передній більше за задній. Розмірами спинних плавців поступається іншим представникам свого роду. Передній спинний плавець розташовано позаду грудних плавців. Черевні плавці маленькі, але більше за анальний. Задній спинний плавець розташовано навпроти анального плавця. Анальний плавець поступається розміром задньому спинному плавцю. Хвостовий плавець маленький гетероцеркальний, втім різниця між верхньою та нижньою лопатями не значно велика. Хвостовий плавець сильно поступається у розмірах іншим акулам роду Hemitriakis.
Забарвлення сіре з коричнюватим відтінком. Черево має світліший колір.

## Спосіб життя
Тримається зовнішніх ділянок острівного шельфу. Є пелагічним видом, зустрічається на значному віддалені від узбережжя. Здатна утворювати невеличкі групи. Полює біля дна. Живиться ракоподібними, молюсками, дрібною костистою рибою.
Статева зрілість настає при розмірі 90 см. Це яйцеживородна акула. Самиця народжує 6-11 акуленят завдовжки 28-30 см.
М'ясо доволі смачне. Є об'єктом місцевого рибальства.
Загрози для людини не становить.

## Розповсюдження
Мешкає біля узбережжя островів Балі та Ломбок (Індонезія). Звідси походить інша назва цієї акули.